# فهرست روستاهای شهرستان کاشمر

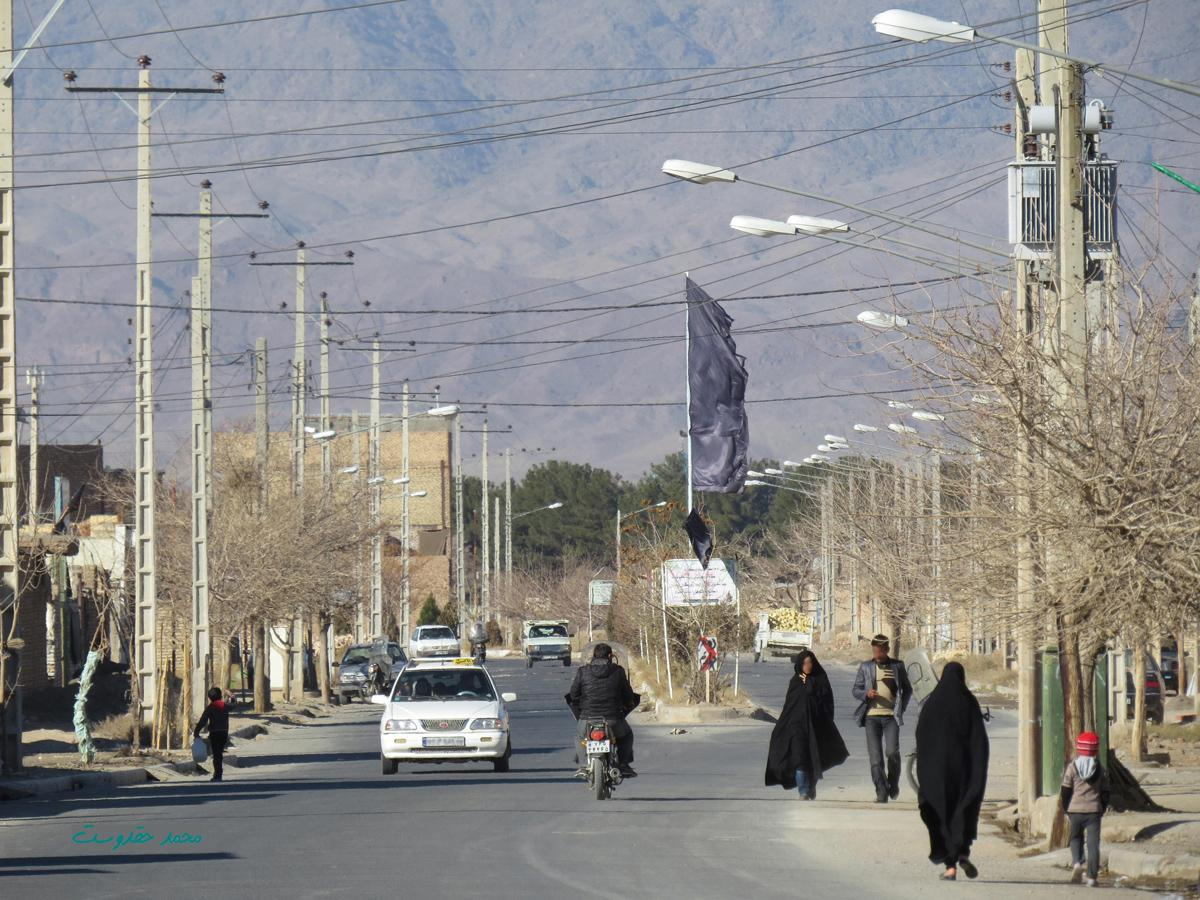
قوژد بزرگ‌ترین روستای شهرستان

شهرستان کاشمر یکی از شهرستان‌های استان خراسان رضوی، واقع در جنوب‌غربی این استان است. این شهرستان در سال ۱۳۹۵ خورشیدی، معادل با ۱۶۸٬۶۶۴ نفر جمعیت داشته است. شهرستان کاشمر در تاریخ ۲۷ دی ۱۳۲۲ از شهرستان تربت حیدریه انتزاع گردید. این درحالی است که شهرستان تربت حیدریه در سال ۱۳۱۶ خورشیدی در دومین قانون تقسیمات کشوری ایران ایجاد گردیده بود. شهرستان‌های بردسکن، خلیل‌آباد و کوهسرخ به‌ترتیب در سال‌های ۱۳۷۴، ۱۳۸۲ و ۱۳۹۸ خورشیدی از این شهرستان انتزاع گردیدند.
روستای قوژد در سال ۱۳۹۵ خورشیدی با جمعیت ۴٬۶۵۰ نفر پرجمعیت‌ترین روستای شهرستان کاشمر بوده است. و پس از آن فدافن با جمعیت ۴٬۴۷۳ نفر دومین روستای پرجمعیت این شهرستان بوده است. از روستاهای عشایری آن می‌توان به بهاریه، جردوی، قوچ‌پلنگ، حاج رجب، کلاته نای و گندم‌بر اشاره نمود.

## روستاها
| ردیف               | نام رسمی          | نام محلی           | نگاره             | جمعیت در سال ۱۳۹۵ | تعداد خانوار در سال ۱۳۹۵ | مختصات                                                                  | کد آماری          |
| بخش مرکزی          | بخش مرکزی         | بخش مرکزی          | بخش مرکزی         | بخش مرکزی         | بخش مرکزی                | بخش مرکزی                                                               | بخش مرکزی         |
| دهستان بالا ولایت  | دهستان بالا ولایت | دهستان بالا ولایت  | دهستان بالا ولایت | دهستان بالا ولایت | دهستان بالا ولایت        | دهستان بالا ولایت                                                       | دهستان بالا ولایت |
| ------------------ | ----------------- | ------------------ | ----------------- | ----------------- | ------------------------ | ----------------------------------------------------------------------- | ----------------- |
| ۱                  | اسحاق‌آباد         | ساق‌آباد            |                   | ۶۷۰ نفر           | ۲۰۰ خانوار               | ۳۵°۹′۳۴″ شمالی ۵۸°۲۶′۳۰″ شرقی / ۳۵٫۱۵۹۴۴°شمالی ۵۸٫۴۴۱۶۷°شرقی            | ۱۵۹۹۰۷            |
| ۲                  | تربقان            | تربقو              |                   | ۱٬۷۹۵ نفر         | ۵۶۶ خانوار               | ۳۵°۱۲′۵۰″ شمالی ۵۸°۳۰′۳۷″ شرقی / ۳۵٫۲۱۳۸۹°شمالی ۵۸٫۵۱۰۲۸°شرقی           | ۱۵۹۹۱۷            |
| ۳                  | تل‌آباد            | —                  |                   | ۵۵۶ نفر           | ۱۵۰ خانوار               | ۳۵°۱۰′۲۱″ شمالی ۵۸°۲۵′۲۹″ شرقی / ۳۵٫۱۷۲۵۰°شمالی ۵۸٫۴۲۴۷۲°شرقی           | ۱۵۹۹۱۹            |
| ۴                  | ریخته ابوالقاسمی  | رخته               |                   | خالی از سکنه      | —                        | ۳۵°۹′۵۵٫۱″ شمالی ۵۸°۴۱′۳۷٫۸″ شرقی / ۳۵٫۱۶۵۳۰۶°شمالی ۵۸٫۶۹۳۸۳۳°شرقی      | ۱۵۹۹۴۱            |
| ۵                  | فدافن             | —                  |                   | ۴٬۴۷۳ نفر         | ۱٬۳۷۹ خانوار             | ۳۵°۱۲′۲۰″ شمالی ۵۸°۲۹′۵۰″ شرقی / ۳۵٫۲۰۵۵۶°شمالی ۵۸٫۴۹۷۲۲°شرقی           | ۱۵۹۹۶۷            |
| ۶                  | فروتقه            | —                  |                   | ۳٬۲۸۱ نفر         | ۱٬۰۵۱ خانوار             | ۳۵°۱۳′۱۲″ شمالی ۵۸°۲۹′۴۷″ شرقی / ۳۵٫۲۲۰۰۰°شمالی ۵۸٫۴۹۶۳۹°شرقی           | ۱۵۹۹۷۱            |
| ۷                  | قوژد              | —                  |                   | ۴٬۶۵۰ نفر         | ۱٬۴۳۵ خانوار             | ۳۵°۱۲′۳۲″ شمالی ۵۸°۲۷′۵۱″ شرقی / ۳۵٫۲۰۸۸۹°شمالی ۵۸٫۴۶۴۱۷°شرقی           | ۱۵۹۹۷۷            |
| ۸                  | کلاته نای         | کلاته نایی، کلتنیی |                   | خالی از سکنه      | —                        | ۳۵°۱۰′۴۱″ شمالی ۵۸°۴۲′۴۴″ شرقی / ۳۵٫۱۷۸۰۶°شمالی ۵۸٫۷۱۲۲۲°شرقی           | ۱۶۰۰۱۱            |
| ۹                  | گندم‌بر            | گندبر، رحیم‌آباد    |                   | ۲۲۷ نفر           | ۵۸ خانوار                | ۳۵°۱′۵۸٫۰۱″ شمالی ۵۸°۲۶′۲۸٫۰۰″ شرقی / ۳۵٫۰۳۲۷۸۰۶°شمالی ۵۸٫۴۴۱۱۱۱۱°شرقی  | ۱۵۹۰۱۸            |
| دهستان پایین ولایت |                   |                    |                   |                   |                          |                                                                         |                   |
| ۱۰                 | حاجی‌آباد          | حجی‌یاباد           |                   | ۶۵۴ نفر           | ۲۰۷ خانوار               | ۳۵°۱۵′۲۶″ شمالی ۵۸°۲۳′۱۰″ شرقی / ۳۵٫۲۵۷۲۲°شمالی ۵۸٫۳۸۶۱۱°شرقی           | ۱۵۹۹۳۳            |
| ۱۱                 | زنده‌جان           | زندجو              |                   | ۱٬۷۸۶ نفر         | ۵۶۰ خانوار               | ۳۵°۱۵′۹″ شمالی ۵۸°۲۴′۲۰″ شرقی / ۳۵٫۲۵۲۵۰°شمالی ۵۸٫۴۰۵۵۶°شرقی            | ۱۵۹۹۴۲            |
| ۱۲                 | سرحوضک            | —                  |                   | ۱٬۴۳۸ نفر         | ۴۶۸ خانوار               | ۳۵°۱۵′۴۹″ شمالی ۵۸°۲۲′۳۷″ شرقی / ۳۵٫۲۶۳۶۱°شمالی ۵۸٫۳۷۶۹۴°شرقی           | ۱۵۹۹۴۴            |
| ۱۳                 | شوکتیه            | —                  |                   | ۲۳ نفر            | ۷ خانوار                 | ۳۵°۱۲′۱۴″ شمالی ۵۸°۲۴′۲۷″ شرقی / ۳۵٫۲۰۳۸۹°شمالی ۵۸٫۴۰۷۵۰°شرقی           | ۱۵۹۹۴۹            |
| ۱۴                 | عشرت‌آباد          | نوزد               |                   | ۱٬۶۳۱ نفر         | ۵۱۷ خانوار               | ۳۵°۱۲′۲۴″ شمالی ۵۸°۲۳′۴۷″ شرقی / ۳۵٫۲۰۶۶۷°شمالی ۵۸٫۳۹۶۳۹°شرقی           | ۱۵۹۹۶۱            |
| ۱۵                 | کسرینه            | —                  |                   | ۲٬۱۰۵ نفر         | ۶۸۵ خانوار               | ۳۵°۱۵′۲۹″ شمالی ۵۸°۲۳′۵۹″ شرقی / ۳۵٫۲۵۸۰۶°شمالی ۵۸٫۳۹۹۷۲°شرقی           | ۱۵۹۹۸۰            |
| ۱۶                 | محمدیه            | —                  |                   | ۱٬۳۰۹ نفر         | ۴۳۴ خانوار               | ۳۵°۱۵′۴۴″ شمالی ۵۸°۲۱′۳۷″ شرقی / ۳۵٫۲۶۲۲۲°شمالی ۵۸٫۳۶۰۲۸°شرقی           | ۱۵۹۰۲۰            |
| ۱۷                 | مغان              | مغو                |                   | ۲٬۵۱۶             | ۷۸۸ خانوار               | ۳۵°۱۳′۵۱″ شمالی ۵۸°۲۵′۳۴″ شرقی / ۳۵٫۲۳۰۸۳°شمالی ۵۸٫۴۲۶۱۱°شرقی           | ۱۶۰۰۲۲            |
| ۱۸                 | ممرآباد           | —                  |                   | ۱٬۱۳۴ نفر         | ۳۵۴ خانوار               | ۳۵°۱۲′۵۹″ شمالی ۵۸°۲۴′۱۰″ شرقی / ۳۵٫۲۱۶۳۹°شمالی ۵۸٫۴۰۲۷۸°شرقی           | ۱۶۰۰۲۶            |
| ۱۹                 | هندآباد           | —                  |                   | —                 | زیر سه خانوار            | ۳۵°۱۳′۵۷″ شمالی ۵۸°۲۲′۳۸″ شرقی / ۳۵٫۲۳۲۵۰°شمالی ۵۸٫۳۷۷۲۲°شرقی           | ۱۶۰۰۲۳            |
| بخش فرح‌دشت         |                   |                    |                   |                   |                          |                                                                         |                   |
| دهستان قلعه بالا   |                   |                    |                   |                   |                          |                                                                         |                   |
| ۲۰                 | بهاریه            | —                  |                   | ۱۲۵ نفر           | ۴۳ خانوار                | ۳۵°۱۴′۱۷٫۰۲″ شمالی ۵۸°۳۹′۱۱٫۰۲″ شرقی / ۳۵٫۲۳۸۰۶۱۱°شمالی ۵۸٫۶۵۳۰۶۱۱°شرقی | ۱۵۹۹۱۶            |
| ۲۱                 | جردوی             | گردوی              |                   | ۹۳۱ نفر           | ۲۶۹ خانوار               | ۳۵°۱۲′۴۴″ شمالی ۵۸°۳۵′۴۵″ شرقی / ۳۵٫۲۱۲۲۲°شمالی ۵۸٫۵۹۵۸۳°شرقی           | ۱۵۹۹۲۳            |
| ۲۲                 | حاج رجب           | کلاته حاجی رجب     |                   | —                 | زیر سه خانوار            | ۳۵°۹′۵۱٫۹۸″ شمالی ۵۸°۳۸′۵۶٫۰۰″ شرقی / ۳۵٫۱۶۴۴۳۸۹°شمالی ۵۸٫۶۴۸۸۸۸۹°شرقی  | ۱۵۹۹۳۰            |
| ۲۳                 | طاهرآباد          | طییرآباد           |                   | ۶ نفر             | ۴ خانوار                 | ۳۵°۱۵′۵۴″ شمالی ۵۸°۴۴′۳۱″ شرقی / ۳۵٫۲۶۵۰۰°شمالی ۵۸٫۷۴۱۹۴°شرقی           | ۱۵۹۹۵۴            |
| ۲۴                 | فرشه              | فورشه              |                   | ۶۳۴ نفر           | ۲۵۲ خانوار               | ۳۵°۱۶′۱۸٫۹۸″ شمالی ۵۸°۴۵′۲٫۹۹″ شرقی / ۳۵٫۲۷۱۹۳۸۹°شمالی ۵۸٫۷۵۰۸۳۰۶°شرقی  | ۱۵۹۹۶۹            |
| ۲۵                 | نای               | —                  |                   | ۷۰۸ نفر           | ۲۵۴ خانوار               | ۳۵°۱۶′۲۷٫۹۸″ شمالی ۵۸°۴۲′۴۷٫۹۹″ شرقی / ۳۵٫۲۷۴۴۳۸۹°شمالی ۵۸٫۷۱۳۳۳۰۶°شرقی | ۱۶۰۰۳۰            |
| دهستان رزق‌آباد     |                   |                    |                   |                   |                          |                                                                         |                   |
| ۲۶                 | رزق‌آباد           | —                  |                   | ۲٬۷۰۴ نفر         | ۸۵۸ خانوار               | ۳۵°۱۳′۳۷″ شمالی ۵۸°۳۲′۵″ شرقی / ۳۵٫۲۲۶۹۴°شمالی ۵۸٫۵۳۴۷۲°شرقی            | ۱۵۹۹۳۹            |
| ۲۷                 | عارف‌آباد          | —                  |                   | ۲٬۱۴۲ نفر         | ۶۵۲ خانوار               | ۳۵°۱۲′۲۰″ شمالی ۵۸°۳۲′۵۵″ شرقی / ۳۵٫۲۰۵۵۶°شمالی ۵۸٫۵۴۸۶۱°شرقی           | ۱۵۹۹۵۸            |
| ۲۸                 | قوچ‌پلنگ           | —                  |                   | ۸۶۱ نفر           | ۲۴۳ خانوار               | ۳۵°۱۶′۲۳٫۰۲″ شمالی ۵۸°۳۶′۲۲٫۰۰″ شرقی / ۳۵٫۲۷۳۰۶۱۱°شمالی ۵۸٫۶۰۶۱۱۱۱°شرقی | ۱۵۹۹۷۸            |
| ۲۹                 | کاژغونه           | کژغنه، کجغنه       |                   | ۳۲۴ نفر           | ۱۰۴ خانوار               | ۳۵°۱۲′۵۶″ شمالی ۵۸°۳۲′۲۵″ شرقی / ۳۵٫۲۱۵۵۶°شمالی ۵۸٫۵۴۰۲۸°شرقی           | ۱۵۹۹۷۹            |